# Corycische grot

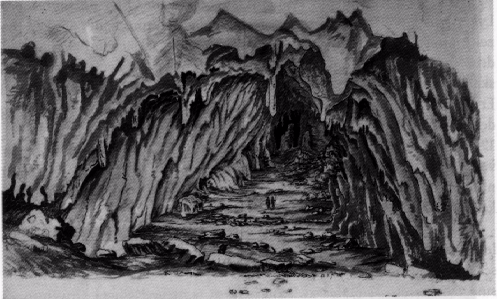
De Coryische Grot

De Corycische grot (Oudgrieks Κορυκιον Korykion) ligt tegen de helling van de Parnassusberg in Griekenland aan. In de Griekse mythologie wordt zij vernoemd en draagt de naam van de nimf Corycia. Etymologisch komt de naam van korykos, "knapzak". Een hedendaagse naam voor de grot is in bepaalde verwijzingen Sarantavli, wat "veertig kamers" betekent. Deze grot was gewijd aan de Corycidennimfen en aan de muzen, en was een plaats van verering voor Pan.
Strabo beschrijft de Corycische grot in zijn Geographia:
De hele Parnassus wordt als heilig gezien, omdat hij grotten en andere locaties heeft die in ere worden gehouden en als sacraal beschouwd. De meest bekende hiervan en de mooiste is Korykion, een grot van de Nymphai die dezelfde naam draagt als die in Kilikia [ Cilicië ].
Opgravingen door Franse archeologen in 1969 leverden een plethora aan voorwerpen uit de Oudheid op: Myceense potscherven, benen fluiten, bronzen en ijzeren ringen, miniatuur bronzen beeldjes, een zeldzaam Neolithisch mannelijk figuurtje, 50.000 terracotta figurines uit de Klassieke periode en 24.000 astragoloi (beentjes die gebruikt werden voor toekomstvoorspelling).
Pausanias schreef over deze grot in zijn Gids naar Griekenland:
Op de weg van Delphi naar de top van de Parnassus, ongeveer zestig stadiën van Delphi verwijderd, staat een bronzen beeld. De klim naar de Corycische grot is gemakkelijker voor een fitte wandelaar dan voor muilezels en paarden. Ik vermeldde eerder reeds in mijn verhaal dat deze grot naar een nimf Corycia werd genoemd, en van alle door mij bezochte grotten leek deze mij het meest een bezoek waard... Maar de Corycische grot is veel groter dan de andere die ik heb genoemd, en men kan er grotendeels doorheen zonder licht. Het plafond is hoog genoeg van de bodem verheven, en water, dat deels uit bronnen opborrelt, maar ook van het plafond druipt, maakte duidelijke marcaties van druipsteen door heel de grot. De bewoners van de plaats rond de Parnassus zijn van mening dat zij aan de Corycidennimfen is gewijd, en voornamelijk aan Pan.
Parnassusbewoners gebruikten de grot als toevluchtsoord voor de Perzen (Herodotus, 8.36) in de 5e eeuw v.Chr. en veel later de Turken in de Griekse onafhankelijkheidsoorlog en voor de Duitsers in 1943.
Koning Otto en koningin Amalia maakten er een koninklijk tournee met 100 fakkeldragers om twee kamers van de grot te bezichtigen die enorm groot is met haar 60 m lengte, 26 m breedte en 12 m hoogte.